# 喀尔喀右翼旗
喀尔喀右翼旗，又称达尔汉旗（Дархан хошуу）、达尔罕贝勒旗（Дархан бэйлийн хошуу），漠南蒙古旧旗名。在今内蒙古自治区达尔罕茂明安联合旗一帶。
原属喀尔喀土謝圖汗部，但其台吉本塔尔和土谢图汗衮布交恶。于是本塔尔率户千余南下归附清朝，而其弟留在喀尔喀。清顺治十年（1653年）以喀尔喀部置，本塔尔（诺诺和曾孙）为札萨克亲王，属乌兰察布盟。有爵四，札薩克和碩親王（後降襲多羅貝勒）、多羅郡王（後降襲固山貝子）、固山貝子和鎮國公，後三者屬閒散王公。旗治所原在百灵庙南大汗海之北，1940年代迁治昌汗厚（今查干哈达苏木）。
1950年改达尔罕旗，治所在百灵庙。1952年与茂明安旗合并为达尔罕茂明安联合旗，治所在今百灵庙镇。

## 延伸阅读
[在维基数据编辑]
 《清史稿/卷520》，出自趙爾巽《清史稿》